# Kulm am Zirbitz
Kulm am Zirbitz là một đô thị thuộc huyện Murau thuộc bang Steiermark, nước Áo. Đô thị Kulm am Zirbitz có diện tích 18,95 km², dân số thời điểm cuối năm 2005 là 363 người.